# Engelhartstetten

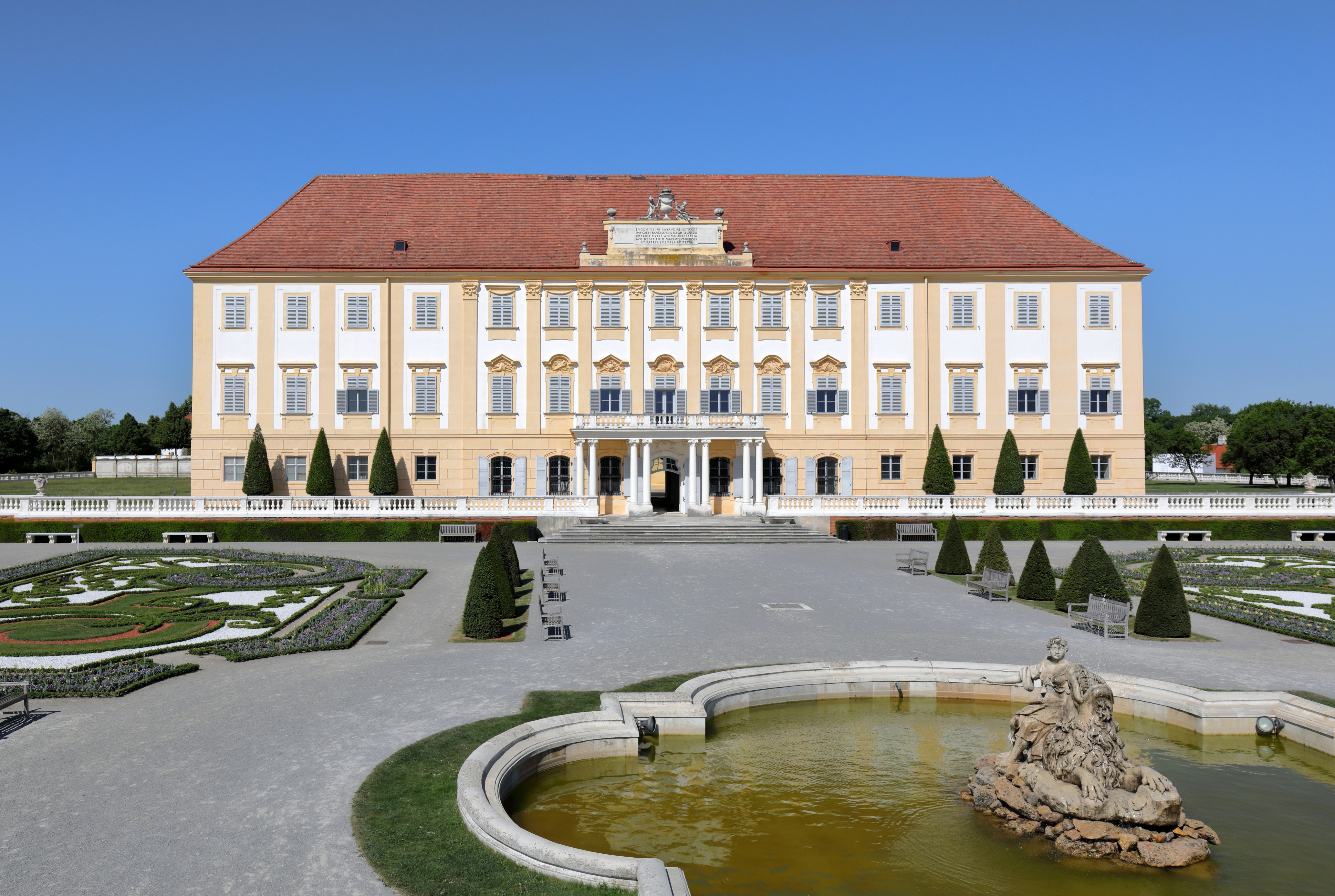
Zámek Hof

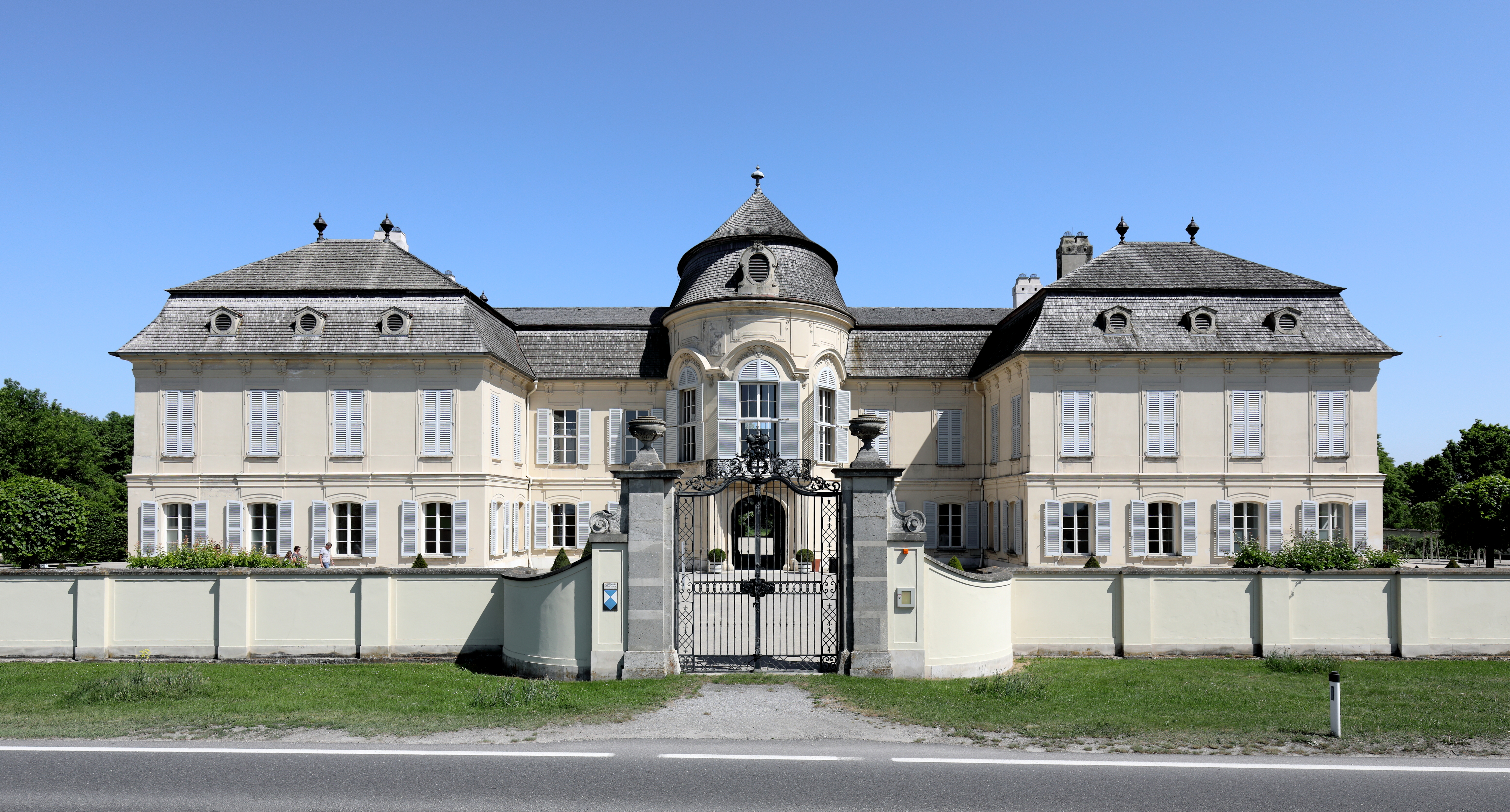
Zámek Niederweiden

Engelhartstetten je městys v okrese Gänserndorf v rakouské spolkové zemi Dolní Rakousy.

## Geografie
Engelhartstetten leží ve Weinviertelu (Vinné čtvrti) v Dolních Rakousích, v jihovýchodním, nejníže položeném koutu Moravského pole. Jeho katastr je z východu ohraničen řekou Moravou (státní hranice se Slovenskem) a z jihu Dunajem. Napříč územím obce protékají potoky Rußbach a Stempfelbach, vlévající se do Dunaje, resp. Moravy, nedaleko jejich soutoku. Plocha území městyse je 65,66 kilometrů čtverečních a 12,04 % plochy je zalesněno, převážně lužními lesy.

### Katastrální území
- Engelhartstetten
- Groißenbrunn
- Loimersdorf
- Markthof
- Stopfenreuth

## Historie
V roce 1260 byla osada Groißenbrunn nejbližší k bitvě u Kressenbrunnu, ve které český král Přemysl Otakar II. porazil vojska uherského krále Bély IV. Přesnou polohu bitvy ale Přemysl Otakar II. udává v listě papeži Alexandrovi (Chronica Boemorum). Šlo o místo na břehu řeky Moravy (zde March) asi 2 míle od Hainburgu.
V obci je více kolonií tzv. Charvátů Moravského pole. V katastrálním území Loimersdorf žila ještě v polovině 20. století silná skupina obyvatel chorvatského původu. Ještě dnes[kdy?] jsou zde běžná chorvatská příjmení.[zdroj⁠?!]

## Politika
Starostou městyse je Andreas Zabadal, vedoucí kanceláře Elisabeth Skocek.
V obecním zastupitelstvu je 19 křesel, která jsou po obecních volbách konaných 6. března 2005 podle získaných mandátů obsazena takto:
- SPÖ 10
- ÖVP 7
- LBJ 2

### Vývoj počtu obyvatel
- 1971 1809
- 1981 1635
- 1991 1668
- 2001 1807
- 2011 1890

## Pamětihodnosti
- Barokní zámek Hof – v roce 1726 získal princ Evžen Savojský (1663-1736) a přestavěl Johann Lukas z Hildebrandtu (1668-1745), v roce 1755 zámek získala Marie Terezie (1717-1780) do vlastnictví císařského domu.
- Barokní zahrada zámku Hof
- Lovecký zámek Niederweiden postavil Johann Bernhard Fischer (1656-1723) rovněž pro prince Savojského, později se stal také majetkem císařského domu.
- Poutní kostel Groißenbrunn
- Malé muzeum piva - rodinná sbírka rodiny Kreinerů v Loimersdorfu.

## Hospodářství a infrastruktura
Nezemědělských pracovišť bylo v roce 2001 celkem 65, zemědělských a lesnických pracovišť bylo v roce 1999 celkem 154. Počet výdělečně činných obyvatel v místě bydliště bylo v roce 2001 803, tj. 45,26 %.
Engelhartstetten leží na křižovatce rakouských silnic I. třídy č. 3 (z Vídně) a č. 49 vedoucí podél toku Moravy a pokračující do Bad Deutsch-Altenburg. Zdejší most je jediným přemostěním Dunaje mezi Vídní a Bratislavou.